# Brian Magee
Brian Magee (ur. 9 czerwca 1975 w Lisburn) – brytyjski bokser, były zawodowy mistrz świata wagi super średniej (do 168 funtów) federacji WBA oraz IBO.

## Kariera amatorska
W roku 1996 reprezentował Irlandię na Igrzyskach Olimpijskich w Atlancie. Pokonał Randalla Thompsona z Kanady i Bertranda Tietsię z Kamerunu. W ćwierćfinale przegrał z Algierczykiem Mohamedem Baharim.
W 1998 wystąpił na Mistrzostwach Europy w Mińsku. Pokonał kolejno Roberta Gerritsa (Holandia), w ćwierćfinale Haralda Geisslera (Niemcy) a w półfinale Rosjanina Dmitrija Strielczinina. W finale przegrał z Węgrem Zsoltem Erdei i zdobył srebrny medal.

## Kariera zawodowa
Karierę zawodową rozpoczął 13 marca 1999. Do września 2010 stoczył 38 walk, z których 34 wygrał, 3 przegrał i 1 zremisował. W tym czasie zdobył tytuły IBO Inter-Continental, EBU i BBBofC British w wadze super średniej. Od 10 grudnia 2001 (po pokonaniu Argentyńczyka Ramona Arturo Briteza) był mistrzem organizacji IBO. Tytułu skutecznie bronił siedmiokrotnie. Stracił go 26 czerwca 2004 przegrywając z Robinem Reidem (Wielka Brytania).
19 marca 2011 stanął przed szansą zdobycia tytułu mistrza świata federacji IBF. Zmierzył się z broniącym tytułu Rumunem Lucianem Bute. Przegrał przez techniczny nokaut w dziesiątej rundzie. W kolejnym pojedynku 30 lipca pokonał jednogłośnie na punkty Jaime Barbozę z Kostaryki i został tymczasowym mistrzem WBA.
18 lutego 2012 obronił tytuł zwyciężając Duńczyka Rudy'ego Markussena. W październiku tytułu mistrza regularnego pozbawiony został Węgier Károly Balzsay, który ze względu na przewlekłą kontuzję nie mógł bronić tytułu. Na jego miejsce awansowany został Magee. Już w pierwszej obronie tytułu, 8 grudnia w Herning, przegrał przez techniczny nokaut w trzeciej rundzie z trzykrotnym mistrzem tej kategorii Mikkelem Kesslerem z Danii i utracił pas mistrzowski.